# Mike Antonovich
Michael Joseph „Mike“ Antonovich (* 18. Oktober 1951 in Calumet, Minnesota) ist ein ehemaliger US-amerikanischer Eishockeyspieler und -trainer sowie derzeitiger -scout, der im Verlauf seiner aktiven Karriere zwischen 1969 und 1984 unter anderem 543 Spiele für beide Inkarnationen der Minnesota Fighting Saints, die Edmonton Oilers und New England Whalers in der World Hockey Association (WHA) sowie 87 weitere für die Minnesota North Stars, Hartford Whalers und New Jersey Devils in der National Hockey League (NHL) auf der Position des linken Flügelstürmers bestritten hat. Nach seinem Karriereende arbeitete Antonovich zwischen 1993 und 1997 kurzzeitig als Trainer, ehe er in der Folge als Scout für die St. Louis Blues und später Columbus Blue Jackets in der NHL tätig wurde. Parallel dazu war er politisch engagiert und zwischen November 2008 und Dezember 2020 über zwölf Jahre lang Bürgermeister der Kleinstadt Coleraine im Bundesstaat Minnesota.

## Karriere
Antonovich verbrachte zwischen 1966 und 1969 eine überaus erfolgreiche Zeit an der High School in seinem Heimatstaat Minnesota. Im eishockeyverrückten Minnesota führte das Talent die Schulmannschaft der Greenway High School in den Jahren 1967 und 1968 zu zwei Staatsmeisterschaften und erhielt zahlreiche individuelle Auszeichnungen. Bei einer Wahl der besten High-School-Spieler des Bundesstaats im Jahr 2011 belegte der Stürmer den sechsten Rang. Nach dem Abschluss der High School blieb Antonovich seiner Heimat treu und begann ein Studium an der University of Minnesota. Parallel lief er in den drei Jahren während seiner Ausbildung für die Eishockeymannschaft der Universität, die Minnesota Golden Gophers, in der Western Collegiate Hockey Association (WCHA), einer Division im Spielbetrieb der National Collegiate Athletic Association (NCAA), auf. Mit den Golden Gophers erreichte Antonovich am Ende der Saison 1970/71 das Finale der nationalen College-Meisterschaft, unterlag dort allerdings der Boston University mit 2:4. Er selbst wurde im selben Jahr im NHL Amateur Draft 1971 in der neunten Runde an 113. Stelle von den Minnesota North Stars aus der National Hockey League (NHL) ausgewählt. Nachdem er im Februar 1972 im WHA General Player Draft der neu gegründeten und als Konkurrenz zur NHL aufgebauten World Hockey Association (WHA) von den Minnesota Fighting Saints ebenfalls ausgewählt worden war, beendete er im Sommer 1972 das Studium vorzeitig und wechselte in den Profibereich.
Mit Beginn der Saison 1972/73 war der Offensivspieler für die folgenden fast vier Jahre Stammspieler der Fighting Saints und mit 40 bis 50 Scorerpunkten jährlich ein zuverlässiger Punktesammler. Jedoch plagten die Minnesota Fighting Saints trotz eines großen Zuschauerzuspruchs immer wieder finanzielle Sorgen, sodass das Franchise im Februar 1976 den Spielbetrieb einstellen musste. Somit wechselte Antonovich als Free Agent für den Rest des Spieljahres zu den Minnesota North Stars in die NHL. Diese verlängerten den Vertrag über die Saison hinaus jedoch nicht, woraufhin sich der Angreifer abermals den Minnesota Fighting Saints anschloss. Diese waren durch die Umsiedlung der Cleveland Crusaders zur Spielzeit 1976/77 in einer zweiten Inkarnation in die Liga zurückgekehrt.
Zwar verbesserte sich die finanzielle Situation des Teams und es wurden neben Antonovich einige Identifikationsfiguren der Vorjahre zurückgeholt, dennoch stellte die Organisation aufgrund eines Rechtsstreits im Januar 1977 abermals den Spielbetrieb ein. Die Besitzer verkauften daher die Spieler an andere Teams, sodass der Flügelstürmer gemeinsam mit Jean-Louis Levasseur, Bill Butters, Dave Keon, Jack Carlson, Steve Carlson und John McKenzie zu den Edmonton Oilers wechselte. Für die Oilers bestritt Antonovich lediglich sieben Spiele, ehe er im Februar desselben Jahres mit Butters zu den New England Whalers transferiert wurde. Im Gegenzug wechselten Brett Callighen und Ron Busniuk nach Edmonton.
In Diensten der Whalers absolvierte der US-Amerikaner seine sportlich erfolgreichsten Jahre in der WHA. Obwohl er in der Saison 1976/77 für drei verschiedene Teams auf dem Eis stand, stellte er mit 71 Punkten eine Karrierebestmarke auf. Im folgenden Jahr bestätigte er diese Leistung mit 67 Punkten in der regulären Saison, gefolgt von 17 in den Playoffs, in deren Verlauf er das Team als Topscorer und bester Torschütze selbiger in das Finale um die Avco World Trophy führte. Antonovich verbrachte noch eine weitere Spielzeit in New England, bis die WHA aufgelöst wurde. Mit 486 Einsätzen war er der Spieler mit den fünftmeisten Ligaeinsätzen. Die Whalers wurden nach der Auflösung als eines von vier Franchises in die NHL aufgenommen und in Hartford Whalers umbenannt. Dort erhielt der Stürmer im Oktober 1979 einen neuen Vertrag. Er absolvierte jedoch nur fünf Spiele für Hartford, da er sich im Dezember 1979 den Kiefer brach und nach seiner Genesung ab Februar 1980 für das Farmteam Springfield Indians in der American Hockey League (AHL) wieder fand.
Die Spielzeit 1980/81 verbrachte Antonovich bei den Tulsa Oilers aus der Central Hockey League (CHL), wo er sich mit seinen Leistungen wieder für ein NHL-Engagement empfahl. Im November 1981 erhielt er einen Vertrag bei den Minnesota North Stars, für die er fünf Jahre zuvor bereits einmal aufgelaufen war. Mit der Ausnahme von zwei Einsätzen verbrachte er die Saison aber bei deren CHL-Kooperationspartner Nashville South Stars, bei den er 106 Scorerpunkte sammelte und ins Second All-Star Team der Liga gewählt wurde. Anschließend wechselte er abermals als Free Agent zu den New Jersey Devils. Dort pendelte er in den folgenden beiden Spielzeiten bis zu seinem Karriereende im Alter von 32 Jahren zwischen dem NHL-Aufgebot der Devils und denen ihrer Farmteams in den Minor Leagues. Dort konnte er mit den Maine Mariners zum Abschluss seiner Karriere den Calder Cup der AHL gewinnen.
Nach seinem Karriereende zog sich Antonovich mehrere Jahre aus dem Eishockeysport zurück. In der Saison 1992/93 absolvierte er zwei Partien für die Minnesota Iron Rangers in der kurzlebigen American Hockey Association (AHA). Im Jahr darauf begann er eine zweijährigen Trainertätigkeit an der St. Cloud Cathedral High School. Anschließend war er jeweils eine Spielzeit als Assistenztrainer bei den Minnesota Moose und Phoenix Roadrunners in der International Hockey League (IHL) tätig. Ebenso bestritt er in der Spielzeit 1995/96 zwei Spiele für die Quad City Mallards aus der Colonial Hockey League (CoHL), um gemeinsam mit seinem Sohn spielen zu können. Vom Beginn der Saison 1997/98 an begann Antonovich als Scout für die St. Louis Blues aus der NHL zu arbeiten. Er blieb 18 Jahre dort im Amt und wechselte im Sommer 2015 in gleicher Funktion in die Organisation der Columbus Blue Jackets. Parallel zu seiner Tätigkeit als Scout war Antonovich politisch engagiert und zwischen November 2008 und Dezember 2020 über zwölf Jahre lang Bürgermeister der Kleinstadt Coleraine im Bundesstaat Minnesota.

### International
Für sein Heimatland trug Antonovich bei insgesamt drei Weltmeisterschaften das Trikot der Vereinigten Staaten. Seinen ersten Turniereinsatz hatte der Stürmer bei der Weltmeisterschaft 1976 im polnischen Katowice, wo die Mannschaft überraschend den vierten Platz belegte. Antonovich steuerte in zehn Turniereinsätzen vier Punkte bei. Darunter befand sich ein Tor in der Finalrunde. Ein Jahr später stand er ebenfalls im Aufgebot für die Weltmeisterschaft 1977 in der österreichischen Landeshauptstadt Wien, die die US-Amerikaner auf dem sechsten Rang abschlossen. Der Angreifer blieb aber ebenso punktlos wie fünf Jahre später bei den Welttitelkämpfen 1982 in Finnland. Dort mussten die Vereinigten Staaten nach dem Belegen des achten und letzten Platzes im Endklassement den dritten Abstieg in die B-Gruppe hinnehmen. Insgesamt absolvierte der Angreifer 21 Einsätze bei Weltmeisterschaften.

## Erfolge und Auszeichnungen
- 1978 Teilnahme am WHA All-Star Game
- 1982 CHL Second All-Star Team
- 1984 Calder-Cup-Gewinn mit den Maine Mariners

## Karrierestatistik

### International
Vertrat die USA bei:
- Weltmeisterschaft 1976
- Weltmeisterschaft 1977
- Weltmeisterschaft 1982

(Legende zur Spielerstatistik: Sp oder GP = absolvierte Spiele; T oder G = erzielte Tore; V oder A = erzielte Assists; Pkt oder Pts = erzielte Scorerpunkte; SM oder PIM = erhaltene Strafminuten; +/− = Plus/Minus-Bilanz; PP = erzielte Überzahltore; SH = erzielte Unterzahltore; GW = erzielte Siegtore; 1 Play-downs/Relegation; Kursiv: Statistik nicht vollständig)